# ساموگئو
ساموگئو (به ایتالیایی: Samugheo) یک کومونه در ایتالیا است که در استان اریستانو واقع شده‌است.

## خصوصیات
ساموگئو ۸۱٫۲ کیلومترمربع مساحت و ۳٬۲۵۰ نفر جمعیت دارد و ۴۰۰ متر بالاتر از سطح دریا واقع شده‌است.

## خواهرخوانده
شهر Tricarico خواهرخواندهٔ ساموگئو هست.